# 納斯爾一世
納斯爾一世（？—892年），薩曼王朝埃米爾，他的父親是撒馬爾罕埃米爾艾哈邁德·伊本·阿薩德。
他父親死後，納斯爾繼任撒馬爾罕埃米爾。但很快就陷入與薩法爾王朝的戰爭，納斯爾派他的兄弟伊斯梅爾攻取布哈拉，攻下後伊斯梅爾被任命為總督，但因稅收問題導致兄弟之間的爆發衝突。伊斯梅爾最終成為撒馬爾罕埃米爾。
一說他就是逃往喀喇汗朝，引導薩圖克·博格拉汗接受伊斯蘭教的納斯爾王子。